# Chuck Lyda
Charles Clinton Lyda (conocido como Chuck Lyda; San Diego, 23 de julio de 1952-Folsom, 12 de junio de 2010) fue un deportista estadounidense que compitió en piragüismo en la modalidad de eslalon. Ganó dos medallas de oro en el Campeonato Mundial de Piragüismo en Eslalon, en los años 1975 y 1977.

## Palmarés internacional
| Campeonato Mundial | Campeonato Mundial  | Campeonato Mundial | Campeonato Mundial |
| Año                | Lugar               | Medalla            | Competición        |
| ------------------ | ------------------- | ------------------ | ------------------ |
| 1975               | Skopie (Yugoslavia) | Medalla de oro     | C2 mixto           |
| 1977               | Spittal (Austria)   | Medalla de oro     | C2 mixto           |